# Pinellia ternata
Pinellia ternata är en kallaväxtart som först beskrevs av Carl Peter Thunberg, och fick sitt nu gällande namn av Tomitaro Makino. Pinellia ternata ingår i släktet Pinellia och familjen kallaväxter. Inga underarter finns listade.

## Bildgalleri

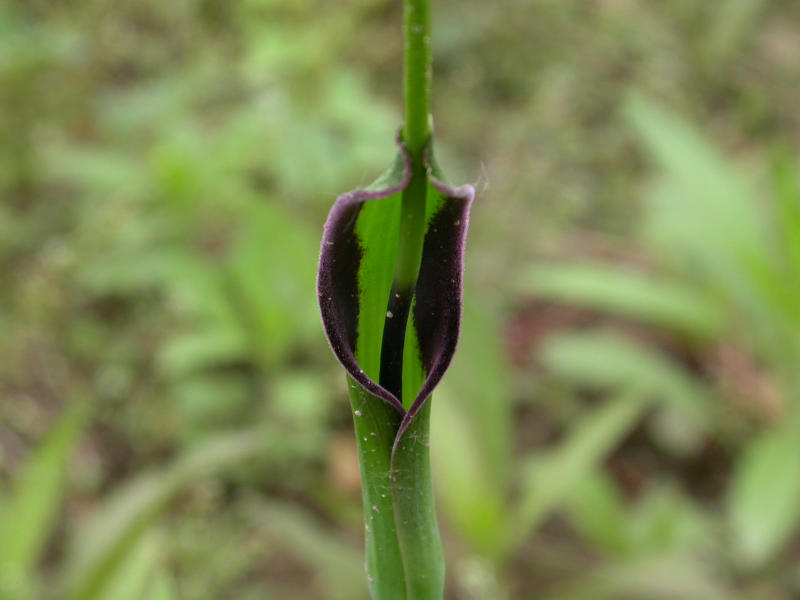
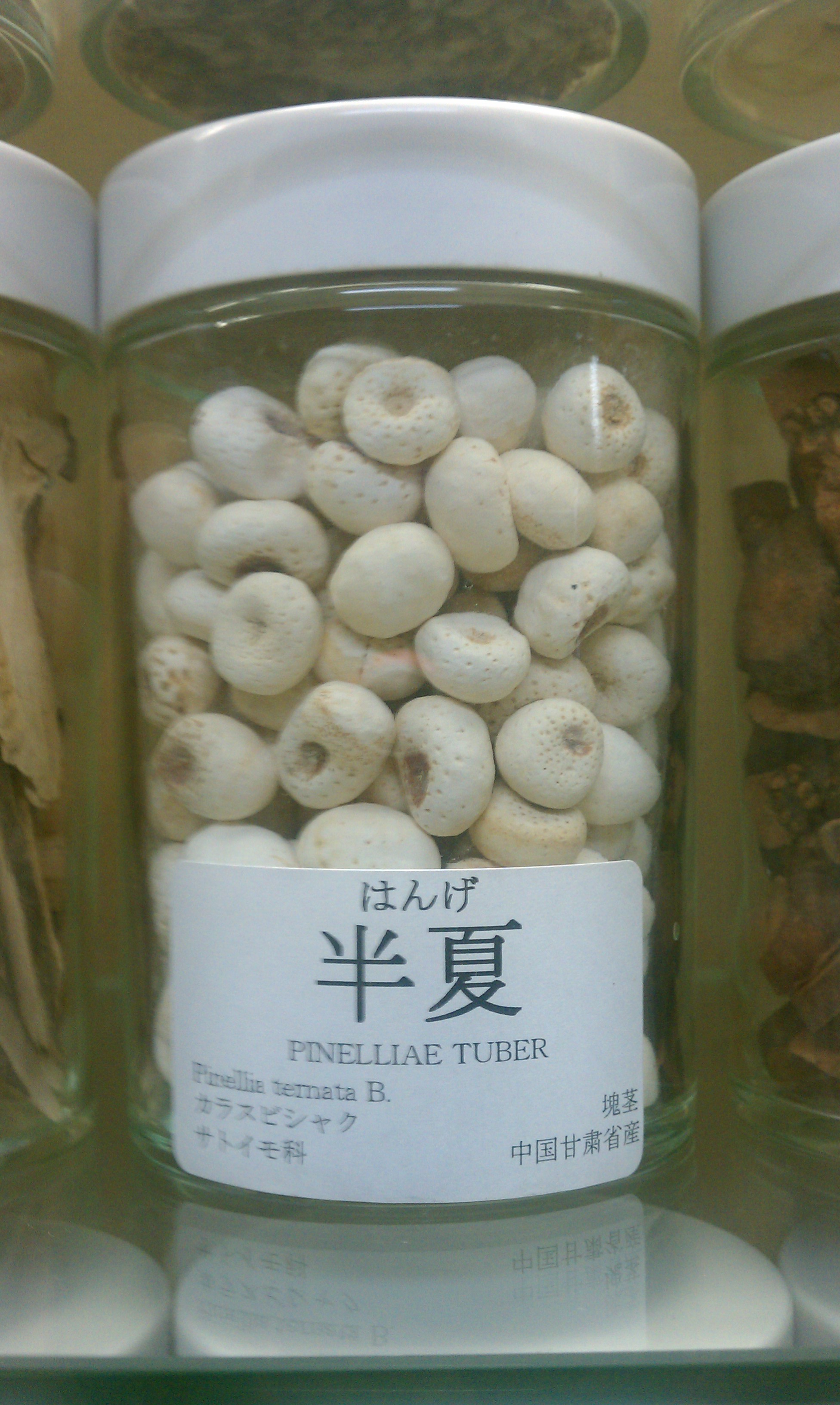